# Calea ferată Sibiu–Avrig
Calea ferată Sibiu–Avrig este o cale ferată principală în România. Ea traversează sudul Transilvaniei, pe valea râurilor Cibin și Olt.

## Istoric
La momentul construirii căii ferate Transilvania aparținea de Regatul Ungariei. După ce, în anul 1872, orașul Sibiu a fost conectat la rețeaua feroviară a Regatului Ungariei printr-o cale ferată ce pornea de la Copșa Mică, odată cu construirea căii ferate spre Avrig au început să se dezvolte legăturile feroviare din Sibiu, fostul centru economic și cultural al sașilor transilvăneni.

### Construcție
Construcția căii ferate a fost efectuată de compania privată „Aktiengesellschaft der Hermannstadt-Frecker Eisenbahn“ (în română Societatea pe acțiuni Călea ferată Sibiu–Avrig), fiind finalizată la 13 septembrie 1892.
Această linie ferată a fost condiția care a determinat construirea căilor ferate spre Făgăraș și apoi spre Brașov, precum și spre sudul Transilvaniei, prin Pasul Turnu Roșu, spre fosta graniță ungaro-română. Odată cu deschiderea legăturii spre Brașov, ea a obținut o importanță națională.
La sfârșitul Primului Război mondial, Transilvania a devenit parte componentă a României, iar căile ferate din Transilvania au fost preluate de compania feroviară română de stat CFR.

## Situație actuală
Calea ferată Sibiu–Avrig nu este electrificată; între Sibiu și Podu Olt este cu linie dublă, în rest este cu linie simplă. Pe aici trec zilnic mai multe trenuri accelerate. În plus, există și un puternic trafic de marfă.